# Winkelmaß (Heraldik)

Wappen von Rauental mit Winkelmaßkreuz

Das Winkelmaß, auch als Winkelhaken bezeichnet, ist in der Heraldik eine Wappenfigur, die verschiedenartig gebildet werden kann. So ist es möglich, im Wappenschild rechtwinklig einen verkürzten Balken mit einer gekürzten Seite zu einer Figur zu vereinigen und in gleicher Farbe (Tinktur) darzustellen. Auch ist es möglich, ein abgekürztes Schildhaupt mit einem gekürzten Pfahl bei gleicher Farbe zu einer Figur zu machen. Das ist auch mit einem Schildfuß und Pfahl sinngemäß möglich. Bei der Beschreibung muss die Richtung des Winkels erwähnt werden. Das Winkelmaß ist als Wappenfigur für ein redendes Wappen beliebt. Es kann auch als ein erniedrigter Ecksparren aufgefasst werden.
Das Winkelmaß ist ein Attribut des Apostels Thomas.
Als Winkelmaßkreuz schwebt das Winkelmaß im Schild. Es ähnelt einem Antoniuskreuz mit einem fehlenden Kreuzarm. Es sollte trotz Ähnlichkeit nicht als Kreuz beschrieben werden.
Diese Bezeichnung für das Wappenbild Mauerhaken zu verwenden, ist unheraldisch.

## Beispiele

Als Fahnenform links offenes Winkelmaß mit Kreuz bewinkelt
Rechts offenes Winkelmaß
Im 1. Feld rechts offenes Winkelmaß mit Kreuz bewinkelt
Drei Winkelmaße
Herbetswil: Aufrecht gestürzt
Matzendorf SO: in verwechselten Farben